# Osieczna
Osieczna é um município da Polônia, na voivodia da Grande Polônia e no condado de Leszno. Estende-se por uma área de 4,76 km², com 2 299 habitantes, segundo os censos de 2016, com uma densidade de 483,0 hab/km².